# 陈宜贵
陈宜贵（1914年—1997年），中国人民解放军将领、中国人民解放军开国少将。
曾任宁夏军区政治部主任。1955年，授予中国人民解放军少将。